# Vittoria (film 2024)
Vittoria è un film italiano del 2024 scritto e diretto da Alessandro Cassigoli e Casey Kauffman.

## Trama
Jasmine vive a Torre Annunziata e lavora nel suo salone di parrucchiere per donne, Californie. Ha un marito falegname e tre figli. In seguito alla morte del padre, Jasmine inizia a sognarlo nell'atto di donarle una bambina. Da quel momento, prende il sopravvento in lei l'idea dell'adozione. Dopo aver sondato l'opinione del figlio maggiore, Vincenzo, che nel frattempo ha iniziato a lavorare nel salone della madre, e del marito, senza però dichiarare completamente le sue intenzioni, Jasmine annuncia la volontà di adozione durante una cena con amici. Ne segue un duro litigio col marito che non è d'accordo con l'adozione e vorrebbe, invece, investire in una falegnameria a Capri. La coppia decide, comunque, di iniziare la pratica, con non poche difficoltà a causa della burocrazia e degli incontri con gli assistenti sociali. 
A seguito di un ricovero ospedaliero di Vincenzo per un attacco di panico, Jasmine si convince che sia meglio abbandonare l'idea dell'adozione per il bene della famiglia. Otto mesi dopo, Vincenzo sta per partire per Milano e ricorda alla madre di non smettere di perseguire il suo sogno. Dopo l'avvio della nuova falegnameria a Capri, la coppia riprende il percorso. Per far fronte agli elevati costi dell'adozione in Bielorussia, Jasmine e la sorella decidono di accettare il risarcimento dovuto dall'Ilva di Napoli per aver causato, tramite esposizione ad amianto, la morte del padre che aveva lavorato lì per decenni. Arrivati nell'orfanotrofio in Bielorussia, la coppia scopre che la bambina a loro assegnata, Vittoria, soffre di un ritardo nel linguaggio a causa di una lentezza cognitiva. Nonostante questo, supportata dal marito che ha deciso di accogliere la bambina, Jasmine realizza il suo sogno e abbraccia finalmente Vittoria.
Il film è basato su una storia vera.

## Distribuzione
Il film, presentato in anteprima nella sezione Orizzonti Extra alla 81ª Mostra internazionale d'arte cinematografica di Venezia il 30 agosto 2024, è uscito nelle sale cinematografiche italiane a partire dal 3 ottobre 2024.

## Riconoscimenti
- 2025 - Premio Suso Cecchi d'Amico (Castiglioncello) per la sceneggiatura